# Compagnie d'Entreprises
La Compagnie d'Entreprises (o CFE) è una società belga d'ingegneria civile il cui oggetto sociale è la costruzione di infrastrutture pubbliche e private.
Fino al 1965 ebbe come denominazione Compagnie Generale des Chemins de fer secondaires. Per molti anni il suo oggetto sociale principale fu la costruzione e l'esercizio di ferrovie, tranvie e di qualunque altro sistema di trasporto su rotaia.

## Attività in Italia
In Italia, la Compagnie Generale operò attraverso la controllata Tramways à Vapeur de la Province de Brescia, anch'essa quotata alla borsa valori di Bruxelles, per la quale aveva investito circa 2 milioni di franchi.
La società aveva inizialmente sede presso contrada San Nazzaro a Brescia, successivamente si stabilì presso la stazione dei tram tra gli attuali vicolo Stazione e viale Stazione.
Tra la fine del XIX secolo e l'inizio del Novecento, la società gestì in regime concessorio la rete tranviaria di Brescia e le seguenti linee della rete extraurbana:
- Brescia-Gardone Val Trompia
- Brescia-Tormini-Salò-Toscolano
- Brescia-Tormini-Vestone
- Brescia-Soncino.

Il ritiro dalle attività italiane avvenne nei primi mesi del 1907.
Il 31 dicembre 1906 cessò la concessione delle linee tranviarie urbane e il comune bresciano aveva manifestato l'intenzione di farle gestire alla municipalizzata. Per quanto riguarda le linee extraurbane, la Provincia aveva più volte chiesto l'ammodernamento e la elettrificazione delle infrastrutture. Visto l'interesse della Società Elettrica Bresciana a rilevare le concessioni e vista la non convenienza ad investire ulteriormente nel ramo, almeno in Italia, la Compagnie Generale decise di cedere l'esercizio a partire dalla serata del 1º maggio 1907.
La Tramways à Vapeur terminò la sua attività nei giorni successivi. Secondo il Belotti-Baldoli (1999) ai tempi non fu mai chiarito se la società fu assorbita dalla Società Elettrica all'interno di una fusione mascherata o se la Compagnie Generale cedette le attività della controllata e la sciolse di conseguenza.

## Attività nel Belgio
Nel corso del 1921, la società decise di avviare una diversificazione investendo nel settore delle costruzioni. Negli anni successivi divenne una delle più importanti società in quel settore e nel 1965 cambiò la denominazione in Compagnie d'Entreprises CFE.